# Nodul rutier Louviers
Nodul rutier Louviers este un nod rutier situat în Val-de-Reuil (Eure). Este compus dintr-un ansamblu de bretele de acces și două sensuri giratorii. Nodul rutier permite autostrăzii A154 (dinspre Évreux) să se reverse în autostrada A13 spre Rouen.
Accesul la A13 în acest punct este cu taxă doar dinspre și spre Rouen (stația de taxare Incarville).
Pentru a intra pe A13 spre Paris, trebuie să ieșiți de pe A154 (ieșirea nr. 1) și să folosiți unul dintre cele două sensuri giratorii.

## Drumuri deservite
- Autostrada A13 (ieșirea 19) care leagă Paris de Rouen;
- Autostrada A154 (ieșirea 1) care leagă Val-de-Reuil de Évreux;
- Drumul departamental RD 6154 spre Val-de-Reuil;
- Drumul comunal RC 392 (Rue Abbé-Delamare) spre Incarville.